# Arap Bethke
Arap Bethke, właśc. Ricardo Arap Bethke Galdames (ur. 12 marca 1980 w Nairobi) – meksykański aktor telewizyjny.

## Życiorys
Urodził się w Nairobi jako syn Chilijki Patricii Galdames i Niemca Clausa Bethke. W Kenii jego rodzice realizowali program humanitarny ONZ. Od piątego roku życia dorastał w Meksyku, gdzie przeniósł się wraz z rodziną. W wieku ośmiu lat pojawił się w reklamówkach telewizyjnych. Jako jedenastolatek był jednym z prezenterów dziecięcych programu El club de Gaby. Sześć lat później wystąpił w telenoweli Moje pokolenie (Mi generación, 1997), a następnie zadebiutował na dużym ekranie w filmie Słodki zapach śmierci (Un Dulce olor a muerte, 1999) z udziałem Diega Luny.
W telenoweli Klasa 404 (Clase 406, 2002, 2003) pojawił się jako kelner w kawiarni, który stara się mówić słodkie słowa Hildzie Suarez. Studiował przez trzy lata w Sydney na kierunku komunikacji społecznej.
Wystąpił w sitcomie RBD: La familia (2007) w roli Alvaro, nowego chłopaka Dul.

## Filmografia

### Filmy fabularne
- 1999: Słodki zapach śmierci (Un Dulce olor a muerte)

### Seriale TV
- 2007: Brzydula Betty (Ugly Betty) jako Antonio

### Telenowele
- 1997: Moje pokolenie (Mi generación) jako Rodrigo
- 2002: Klasa 404 (Clase 406) jako Antonio 'Chacho' Mendoza Cuervo
- 2003: Klasa 404 (Clase 406) jako Antonio 'Chacho' Mendoza Cuervo
- 2005: Marzenia nic nie kosztują (Soñar no cuesta nada) jako Roberto
- 2006: Kraina namiętności (Tierra de Pasiones) jako Roberto 'Beto' Contreras
- 2007: Madre Luna jako Demetrio Aguirre
- 2007: RBD: La familia jako Álvaro
- 2007: Decyzje (Decisiones) jako Juan Andrés
- 2007: Decyzje (Decisiones) jako Martín
- 2008–2009: Doña Barbara jako Antonio Sandoval
- 2009–2010: Los Voctorinos jako Victorino Gallardo
- 2016: Przeznaczenie Evy (Eva la Trailera) jako Pablo Contreras
- 2019: Uzurpatorka (La Usurpadora) jako Facundo Nava